# Incurvaria standfussiella
Incurvaria standfussiella is een vlinder uit de familie van de witvlekmotten (Incurvariidae). De wetenschappelijke naam van de soort is voor het eerst geldig gepubliceerd door Zeller.